# Federico Varela
Federico Nicolás „Fede” Varela (ur. 7 maja 1996 w Buenos Aires) – argentyński piłkarz występujący na pozycji pomocnika w CD Leganés.